# رمة بالا (فراوان)
رمة بالا (بالفارسية: رامه بالا) هي قرية تقع في إيران في قسم کهن أباد الريفي. يقدر عدد سكانها بـ 54 نسمة بحسب إحصاء 2016.